# Вольпато, Джованни
Джованни Вольпато (итал. Giovanni Volpato, 1735, Бассано-дель-Граппа — 21 августа 1803, Рим) — итальянский рисовальщик и гравёр, археолог и антиквар, коллекционер произведений античного искусства и изготовитель фигурок из бисквита (неглазурованного фарфора). Работал в Венеции и Риме.

## Биография
Джованни Вольпато родился в Бассано-дель-Граппа (область Венето). Начальное обучение ремеслу он получил у своей матери, вышивальщицы; затем учился у акварелиста и гравёра Джованни Антонио Ремондини Младшего. В 1762 году он отправился в Венецию и работал с рисовальщиком и гравёром Йозефом Вагнером и знаменитым мастером цветного пунктира Франческо Бартолоцци. Гравировал по рисункам и картинам Пьяцетты, Мариотто, Амикони, Дзуккарелли, Марко Риччи и других художников. Некоторое время он работал для герцога Пармского.
В 1771 году, следуя предложению своего покровителя Джироламо Зулиана, Джованни Вольпато переехал в Рим, где основал школу гравюры и получил широкую известность после публикации гравюр на меди по росписям Станц (комнат) Рафаэля и Лоджий Рафаэля в Ватикане (1770—1777). Некоторые из этих гравюр были раскрашены вручную Франческо Панини. Эти гравюры имели важное значение для распространения в странах Западной Европы так называемого «помпейского стиля». Гравюры Вольпато с изображениями орнаментов «римских бань» коллекционировала российская императрица Екатерина II, они сыграли важную роль в создании «Лоджий Рафаэля» в здании Большого Эрмитажа в Санкт-Петербурге, оформлении других интерьеров российской столицы и пригородных дворцов.
Вольпато также награвировал серию офортов по фрескам Аннибале Карраччи в Палаццо Фарнезе в Риме. Он создал серию ведут Рима по рисункам Пьетро Дюкро.
Вольпато был другом британского художника и антиквара Гэвина Гамильтона. Когда Вольпато стал заниматься археологией, он снабжал Гамильтона найденными артефактами, скульптурами и собственными гравюрами, а Гамильтон, в свою очередь, представлял его своим клиентам, интересующихся находками и публикациями.
С 1779 года Вольпато вместе с английским антикваром Томасом Дженкинсом проводил раскопки в древней Остии, а также близ ворот Сан-Себастьяно (1779) и в районе Куадраро (1780) в Риме. Он продавал скульптуры королю Швеции Густаву III (1784), музеям Ватикана и британскому коллекционеру Генри Бланделлу. В 1788 году Вольпато продал знаменитую Вазу Ланте коллекционеру Джону Кэмпбеллу. В 1792 году Вольпато опубликовал серию гравюр с изображениями интерьеров Ватикана Пио-Клементино.
В 1785 году Джованни Вольпато основал фарфоровую фабрику, которая производила реплики греко-римских оригиналов из неглазурованного фарфора — бисквита, который удачно имитировал матовость античных мраморов. Такое искусство с лёгкой руки Джозайи Веджвуда вошло в моду в период неоклассицизма. Джованни Вольпато стал одним из законодателей «вкуса к античности» в Риме, пользовался большой известностью и авторитетом в художественных кругах конца XVIII века, являлся членом Академий художеств Венеции, Вероны, Пармы.
Одним из его учеников и помощников был его зять Рафаэль Морген.
Сын Джованни Вольпато — Джузеппе (? — 1805) и внук Анджело продолжали семейное дело. Другой Джованни Вольпато, или Джованни Баттиста Вольпати (1633—1706), — живописец, гравёр, математик, философ и историк искусства эпохи барокко.

## Галерея

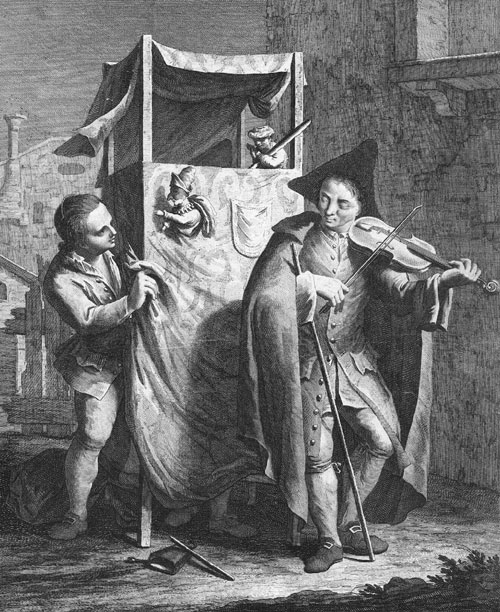
Кукольный театр. Ок. 1770. Офорт. По картине Ф. Маджотто
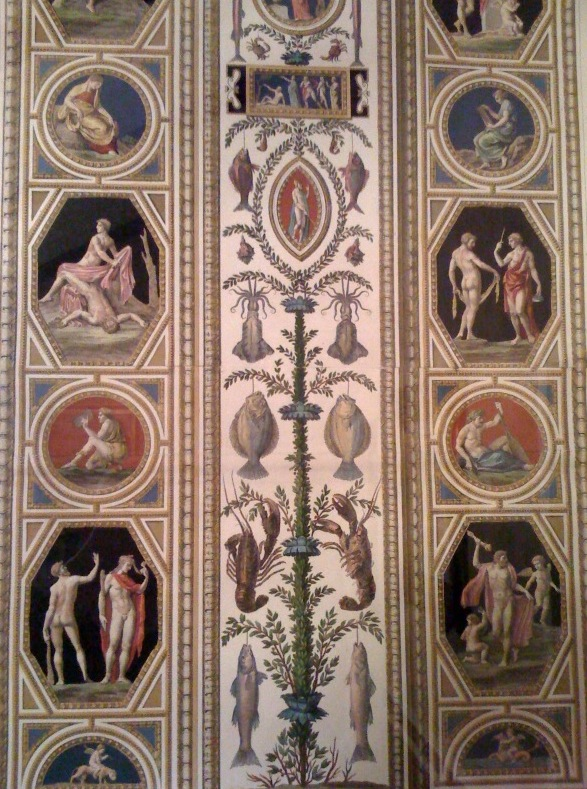
Деталь пилястры Лоджий Рафаэля в Ватикане. 1774. Раскрашенная гравюра на меди
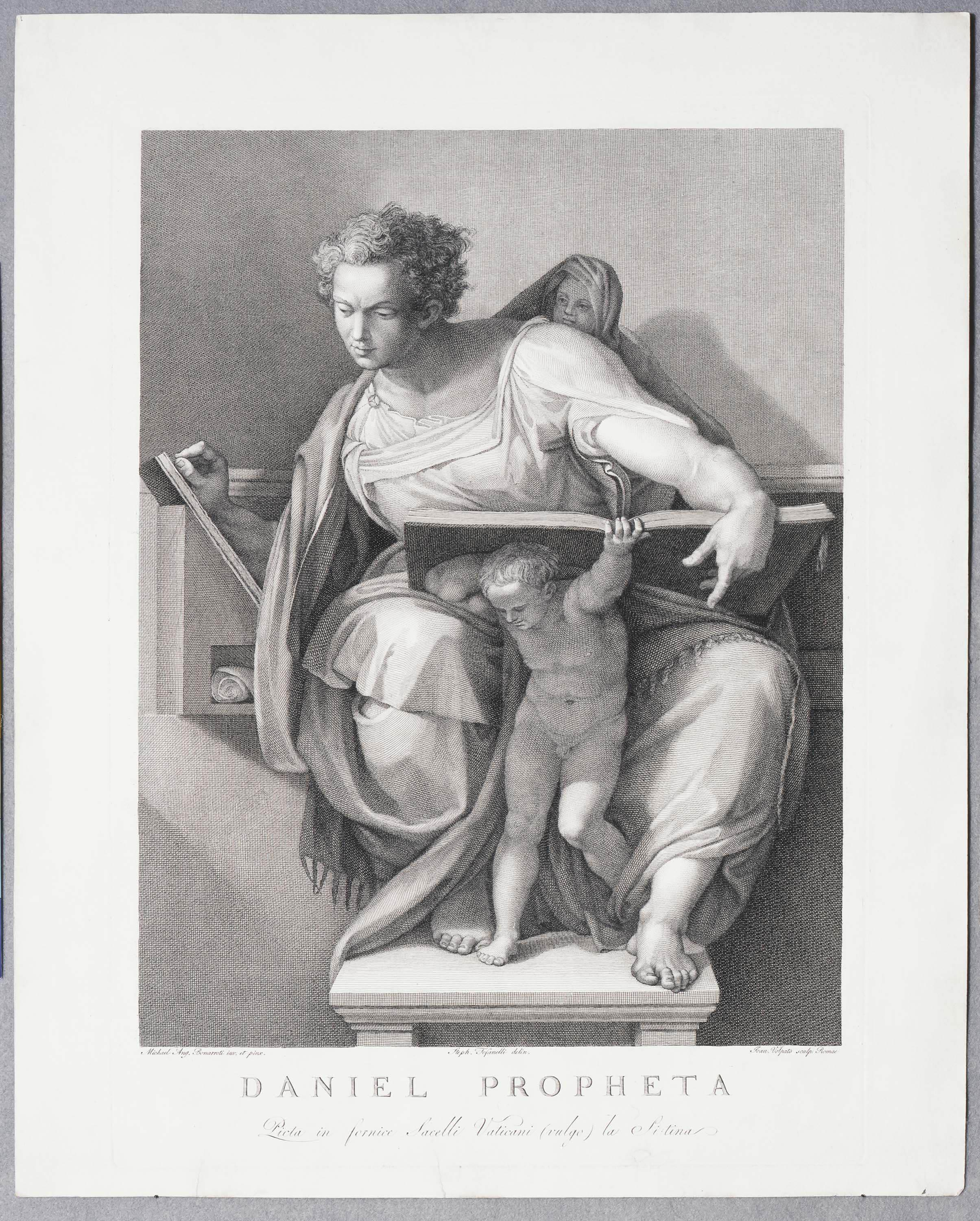
Пророк Даниил. Гравюра резцом на меди. По росписи Сикстинской капеллы в Ватикане Микеланджело Буонарроти
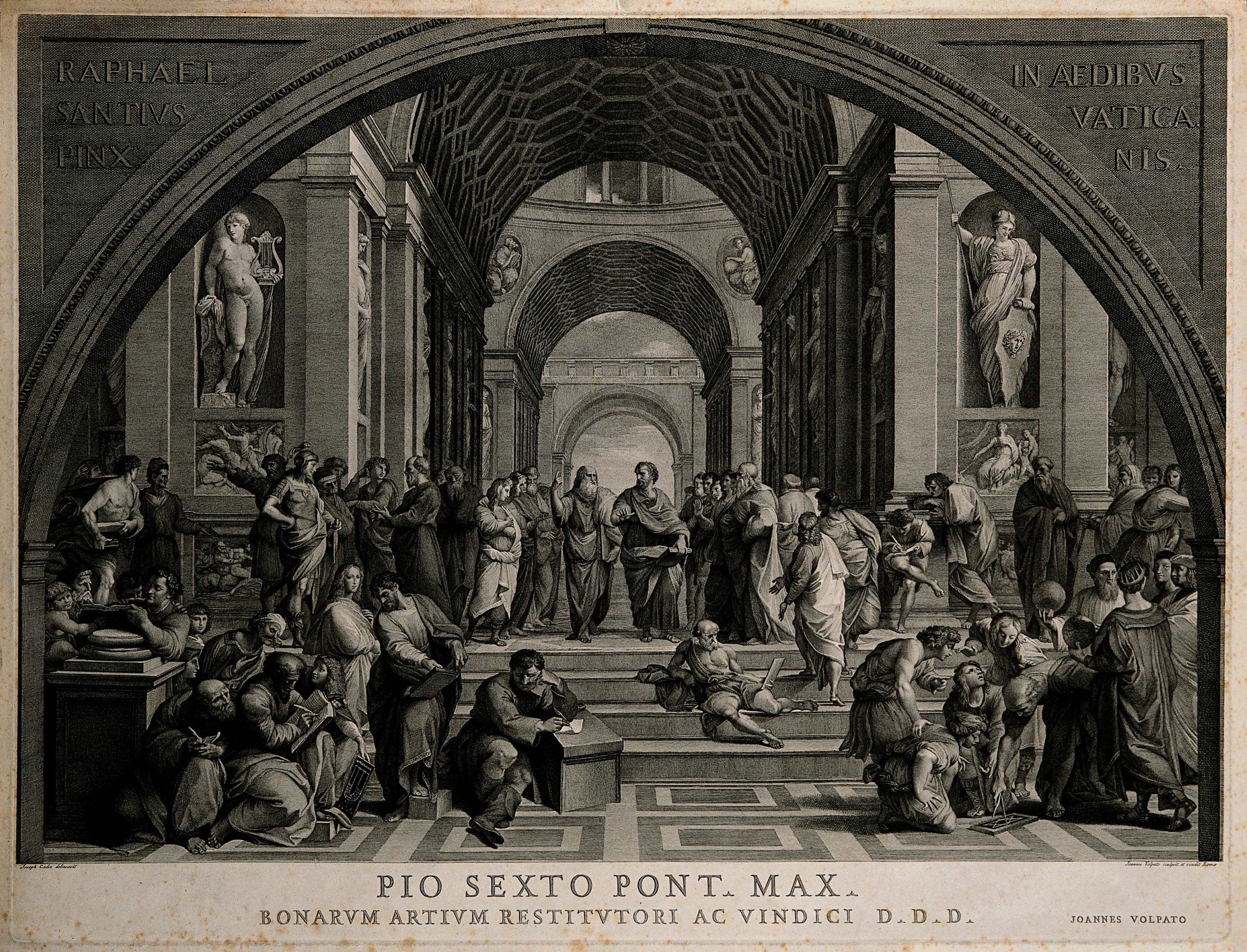
Афинская школа. Гравюра резцом на меди. По фреске Рафаэля в Станца делла Сеньятура в Ватикане
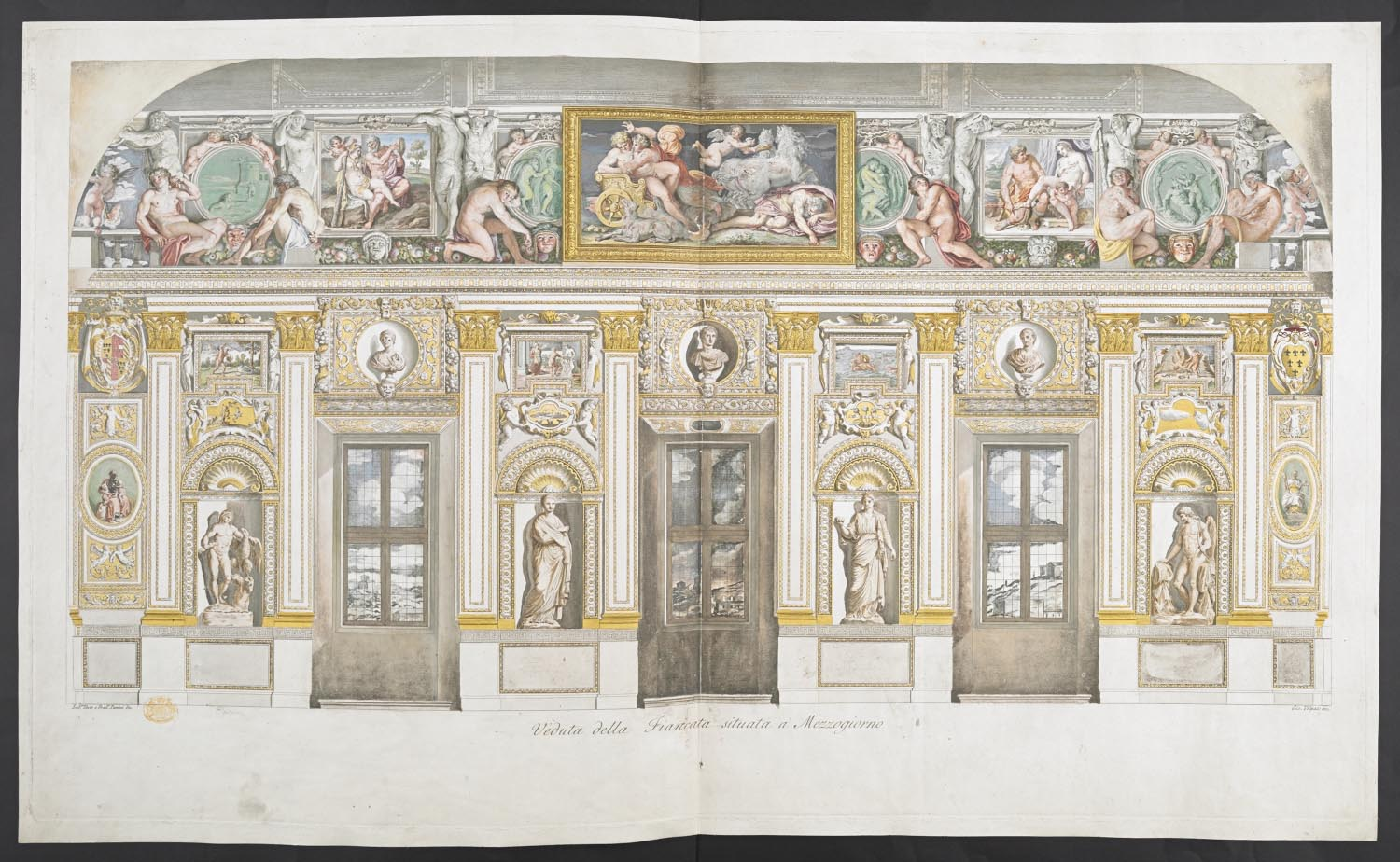
Стена Галереи Фарнезе в Риме. Раскрашенный офорт. Композиция росписей Аннибале Карраччи